# Zhangzhuang (köping i Kina, Shandong, lat 35,45, long 118,39)
Zhangzhuang (kinesiska: 张庄镇, 张庄) är en köping i Kina. Den ligger i provinsen Shandong, i den östra delen av landet, omkring 180 kilometer sydost om provinshuvudstaden Jinan.
Genomsnittlig årsnederbörd är 1 105 millimeter. Den regnigaste månaden är juli, med i genomsnitt 330 mm nederbörd, och den torraste är januari, med 6 mm nederbörd.